# Stauffenberg – Die wahre Geschichte
Stauffenberg – Die wahre Geschichte (1. und 2. Teil) ist eine zweiteilige deutsche Fernsehproduktion. Die Dokumentation aus dem Jahr 2009 erzählt von Claus Schenk Graf von Stauffenberg und seinem Attentat auf Adolf Hitler 1944.
Der erste Teil trägt den Namen Stauffenberg – Die wahre Geschichte: Der Attentäter, der zweite Teil den Namen Stauffenberg – Die wahre Geschichte: Das Attentat.

## Inhalt
Teil 1 – Der Attentäter:
Der erste Teil zeichnet Stauffenbergs Lebenslauf ab dem Eintritt in die Reichswehr nach bis in die Zeit seines Dienstes in der Wehrmacht während des Zweiten Weltkrieges sowie seinen Entschluss, Hitler zu beseitigen. Der Film endet mit der Beschreibung der unmittelbaren Vorbereitungen des Attentats.
Die Zeitzeugen, die im ersten Teil zu Wort kommen, sind: Ewald von Kleist (Verschwörer des 20. Juli), Richard von Weizsäcker (war damals Oberleutnant – wusste vom Plan), Konstanze von Schulthess-Rechberg (Tochter von Stauffenberg), Berthold Graf von Stauffenberg (Stauffenbergs ältester Sohn), Otto Phillip Graf von Stauffenberg (Stauffenbergs Neffe), Ulrich de Maizière (Offizier im Generalstab), Freya von Moltke (ziviler Widerstand), Raban von Canstein (Offizier bei Manstein), Horst von Oppenfeld (Ordonnanzoffizier bei Stauffenberg) und Klaus Burk (Ordonnanzoffizier bei Stauffenberg). Weiter kommen zu Wort: Peter Hoffmann (Stauffenberg-Biograf), Thomas Karlauf (Stefan-George-Biograf) und Peter Steinbach (Widerstandsexperte).
Teil 2 – Das Attentat:
Der zweite Teil beschäftigt sich schwerpunktmäßig mit dem eigentlichen Attentat.
Die Zeitzeugen, die im zweiten Teil zu Wort kommen, sind: Ewald von Kleist (Verschwörer des 20. Juli), Berthold Graf von Stauffenberg (Stauffenbergs ältester Sohn), Konstanze von Schulthess-Rechberg (Tochter von Stauffenberg), Christoph Scheibler (Ordonnanzoffizier in der „Wolfschanze“), Kurt Salterberg (Wache Sperrkreis 1a), Erich Kretz (Fahrbereitschaft „Wolfschanze“), Erwin Schenzel (Nachrichtenoffizier im Bendlerblock), Alfons Schulz (Funker in der „Wolfschanze“), Rudolf Kuphal (war damals im Bendlerblock) und Joachim Fuchs (Funker im Bendlerblock). Weiter kommen zu Wort: Peter Steinbach (Widerstandsexperte), Peter Hoffmann (Stauffenberg-Biograf) und Bernhard Kroener (Historiker und Fromm-Biograf).

## Hintergrund
Der Film wurde von der Loopfilm GmbH für das ZDF hergestellt. Bei der Herstellung des Filmes wurde vieles detailgetreu rekonstruiert. Beispielsweise wurde die Aktentasche, in der Stauffenberg am 20. Juli 1944 den Sprengstoff platzierte, nach Angaben aus Akten der Gestapo nachgebildet. Anderes wurde mittels Computer generiert, beispielsweise die einen Konvoi angreifenden Spitfires. Die Kommentare aus dem Off sind von Christian Schult gesprochen worden.
Für die Dokumentation wurde in Bamberg und Berlin, Deutschland sowie in Polen und Tunesien gedreht.
Der Film wurde erstmals am 13. Januar 2009 (1. Teil) sowie am 20. Januar 2009 (2. Teil) im Fernsehen des Zweiten Deutschen Fernsehens gezeigt. Am 18. Juli 2010, also zwei Tage vor dem eigentlichen Gedenktag, sowie am 19. Juli 2010, lief die Fernsehproduktion nochmals im Fernsehen, diesmal auf Phoenix.
Auf Video beziehungsweise DVD ist der Film bisher noch nicht erschienen.

## Kritik
Der Stern schrieb: „Es gab viel Wirbel um Dreharbeiten und Besetzung des Hollywood-Films Operation Walküre mit Tom Cruise als Hitler-Attentäter Stauffenberg. Eine Woche bevor der US-Streifen in den deutschen Kinos startet, zeigt das ZDF ein Doku-Drama über Stauffenberg und legt dabei viel Wert auf Fakten.“ und deutete damit an, dass dieser Zweiteiler wesentlich historischer ist, als die Verfilmung mit Tom Cruise.
Im FAZ.NET war zu lesen: „[…] Knopps Team freilich hört kaum zu. Nicht ohne Pathos schneidert man den Zweiteiler auf ein Gedicht zu, das Stauffenbergs Ehefrau kurz nach dem gescheiterten Attentat verfasste: „Geliebtes Kind! Sei stark, sei Erbe mir! Wo Du auch immer bist, ich bin bei dir!“ Was das bedeutet: sich als Erben Stauffenbergs zu betrachten, fragt man sich nach diesem Film vergeblich.“
Die Berliner Zeitung schrieb: „[…] der Sprecher ist sehr damit beschäftigt, in jedem Satz einen Gedankenstrich unterzubringen. So wie es seit einiger Zeit schick scheint, am Satzende die Stimme ein wenig zu heben und damit jeder Feststellung ein leises Fragezeichen zu verleihen. Beides ist ärgerlich und unnötig, in den Gedankenstrichsätzen des Sprechers kommt erschwerend hinzu, dass es oft mehr Striche als Gedanken sind. […] Ansonsten ist es ein typisches Dokudrama von Guido Knopp, wenig Doku, viel Drama. Vor allem der zweite Teil der wahren Geschichte, der das Attentat schildert, besteht zum großen Teil aus nachgestellten Spielszenen. Die sind im ersten Teil, der sich der Person Stauffenberg widmet, nicht ganz so vordergründig. Und doch stammt die berührendste Szene von einem Zeitzeugen aus dem zweiten Teil. […] Am Abend des 20. Juli hat er an der Erschießung von Stauffenberg und den anderen im Bendlerblock teilnehmen müssen. ‚Das kann man in dem Moment gar nicht verarbeiten‘, sagt er. ‚Die Seele wird krank, sie leidet.‘ Dann schüttelt er den Kopf und weint.“
Die Süddeutsche Zeitung: „Das alles ist handwerklich sauberes ‚Histotainment‘, aber überflüssig. Es gibt mehr als ein halbes Dutzend Filme über den 20. Juli, auch gute (Jo Baier, 2004). Das Attentat ist jedem, der sich ein bisschen für den deutschen Widerstand interessiert, bekannt. Das fehlende Päckchen Sprengstoff, die verstellte Aktentasche, das Hickhack in Berlin: nicht neu. Tom Cruise muss es der Welt nochmal erzählen. Aber das ZDF? Knopp hat die ‚wahre Geschichte‘ versprochen, doch er liefert nur die altbekannte.“